# Fredede fortidsminder i Glostrup Kommune
Denne liste over fredede fortidsminder i Glostrup Kommune viser alle fredede fortidsminder i Glostrup Kommune. Listen bygger på data fra Kulturarvsstyrelsen.
| Stednavn | Type          | Datering                        | Seværdighed (Verdensarv, National, Lokal, Nej) | ID (Link til Kulturarv.dk) | Koordinater                                   | Billede     | Bemærkning |
| -------- | ------------- | ------------------------------- | ---------------------------------------------- | -------------------------- | --------------------------------------------- | ----------- | ---------- |
| Glostrup | Milepæl/-sten | Udateret (ca. -250000 til 2009) | Nej                                            | 195442                     | 55°41′51″N 12°25′18″Ø / 55.69752°N 12.42161°Ø | Upload foto |            |